# Алі ібн Кара-Осман
Алі ібн Кара-Осман (*д/н —1438) — володар Ак-Коюнлу в 1435—1458 роках. Повне ім'я Джалал ад-Дін Алі ібн Кара Юлук Осман.

## Життєпис
Походив з роду Ак-Коюнлу. Третій син Кара Османа, бея Ак-Коюнлу. Замолоду одружився зі своєю стриєчною сестрою. У 1435 році після загибелі батька у битві при Ерзурумі стає новим правителем Ак-Коюнлу, оскільки два старших брати на той час померли. Втім вимушений був боротися проти іншого брата Хамзи.
Війна тривала протягом трьох років. Бей Алі уклав союз з мамлюцьким султаном Барсбой аль-Ашраф, але той через внутрішні негаразди не зміг вчасно надати правителю Ак-Коюнлу допомогу. Тому Алі-бей зазнав поразки від Хамзи та втратив столицю Діярбакир. Він утік до Сирії, де отримав військову допомогу. Під час підготовки походу проти Хамзи раптово помер.

## Родина
Дружина — Сара-хатун, донька Пір-Алі Баяндура.
Діти:
- Узун-Хасан (д/н—1478)
- Джахангір-хан (д/н—1453)
- Хусейн
- Джаханшах
- Увайс
- Іскандер
- Ібрагім
- Хадіджа-бегум, дружина Шейха Джунейда Сефевіда